# Masahiro Okamoto
Masahiro Okamoto (岡本 昌弘?, Okamoto Masahiro; Chiba, 17 maggio 1983) è un ex calciatore giapponese, di ruolo portiere.

## Biografia
Dal 1990 al 1995 ha frequentato la scuola elementare "Chiba Shiritsu Izumiya Elementary School", mentre dal 1996 al 1998 ha studiato alle scuole medie "Chiba City Izumiya Junior High School", collocate entrambi nella città di Chiba. Successivamente, è diventato un alunno della scuola superiore "JEF United Ichihara Youth" (1999-2001), scuola appartenente al club calcistico giapponese del JEF United con sede sempre nella prefettura di Chiba, stavolta a Kemigawacho, un distretto del quartiere di Hanamigawa-ku dove si alterna studio con attività calcistica. Il suo periodo liceale non è stato ottimale: infatti Okamoto è stato segnalato diverse volte dai suoi insegnanti come un allievo scolasticamente poco applicato che si addormentava durante le ore di lezione. Secondo Yomiuri Online, la sua svogliatezza è stata dovuta dal fatto che si allenava sei giorni su sette e rientrava ogni volta a casa a tarda notte. Ciononostante, Okamoto ha dichiarato che non ha abbandonato gli studi grazie al suo docente Mikihito Horiuchi, che l'ha sempre sostenuto comprendendo la sua situazione. Originariamente cittadino coreano, all'età di 16 anni, su consiglio dei suoi allenatori delle giovanili del JEF United, ha ottenuto il passaporto giapponese nonostante la contrarietà dei suoi genitori. Ha due figli, un maschio e una femmina, nati rispettivamente l'11 novembre 2014 e l'11 gennaio 2018.

## Caratteristiche tecniche
È un portiere molto esperto che possiede una buona capacità mentale di affrontare nell'immediato decisioni importanti in partita. Con il suo piede destro è in grado di effettuare dei rapidi e precisi lanci lunghi verso l'altra metà del campo, caratteristici del suo stile di gioco.

## Carriera

### Club

#### Inizi e JEF United
Dopo aver toccato i suoi primi palloni all'FC Libero, società a cui ha preso parte mentre frequentava la scuola elementare "Chiba Shiritsu Izumiya Elementary School" (1990-1995), si unisce dapprima alla scuola media "Chiba City Izumiya Junior High School" (1996-1998) e dopodiché alla "JEF United Ichihara Youth" (1999-2001), facenti entrambi parte della squadra calcistica del JEF United. I calciatori che hanno riscosso più successo con cui Okamoto ha trascorso la scuola media e la scuola superiore sono Satoru Yamagishi e Yasuhiro Nomoto. Dopo aver preso parte a tutte le trafila del club di Chiba, il 1º febbraio 2002 entra a far parte ufficialmente della prima squadra del JEF United, prestigioso club militante nella massima serie giapponese, reduce da un buon terzo posto ottenuto nella stagione precedente. Con la maglia numero 30, Okamoto viene utilizzato come terzo portiere, gerarchicamente dietro a Ryō Kushino e a Tomonori Tateishi, non giocando nemmeno un minuto nella stagione 2002. Il 16 luglio 2003 fa la sua prima presenza in carriera, esordendo nella vittoria casalinga di Coppa J. League 2003 contro il Gamba Osaka (2-1), giocando tutta la partita interamente e subendo gol solo al 84º minuto dall'attaccante Kōta Yoshihara. Dopo essere stato ancora una volta messo da parte nelle stagioni 2004 e 2005, a partire da settembre 2006 viene improvvisamente promosso nel ruolo di primo portiere, complici gli infortuni contemporanei di Kushino e Tateishi. Debutta quindi anche in campionato, nella sfida persa in casa contro lo Shimizu S-Pulse (1-3). Il 3 novembre 2006 vince il suo secondo trofeo in carriera: dopo aver ottenuto il primato alla Coppa J. League 2005, conquista pure quella successiva del 2006, stavolta come "protagonista improvvisato" (dato che ha preso parte solamente alle ultime due partite del torneo), vincendo la finale con un netto 2-0 ai danni dei Kashima Antlers. Nella seguente annata viene impiegato solamente in otto occasioni, mentre a partire dalla stagione 2008 diventa il primo portiere della rosa del JEF United, contribuendo alla sofferta permanenza in J. League Division 1, raggiunta all'ultima giornata di campionato ad un punto dalla zona retrocessione. A inizio 2009, Okamoto viene presentato con la maglia numero 1, ereditata dal neo ritirato Tomonori Tateishi. Confermato ancora come portiere titolare della formazione gialla-rossa-verde, a fine stagione non riesce ad evitare la prima retrocessione in J. League Division 2 della storia del club di Chiba. Dopo aver trascorso nel 2010 una stagione come sostituto di Kushino non raggiungendo di un soffio la promozione in prima divisione nipponica, nella stagione 2011 il nuovo allenatore olandese Dwight Lodeweges lo impiega come portiere titolare, dandogli enorme fiducia dato che, per la prima volta nella sua storia, Okamoto gioca tutte le 38 partite del campionato tra i pali del JEF United. Sia nel 2013 che nel 2014 perde nei play-off che danno l'accesso alla J. League Division 1, venendo eliminato rispettivamente dal Tokushima Vortis e dal Montedio Yamagata. Nel 2015, con l'arrivo in prestito del portiere Shun Takagi dal Kawasaki Frontale viene nuovamente declassato a panchinaro, venendo utilizzato raramente dal CT Takashi Sekizuka. Gioca sporadicamente anche nelle stagioni 2016 e 2017, questa volta come riserva di Yūya Satō. Venendo sempre di più emarginato dai piani del club, dopo 16 stagioni lascia il JEF United, totalizzando complessivamente 324 reti subite in 279 presenze.

#### Ehime
Il 9 dicembre 2017 viene annunciato il suo trasferimento a titolo temporaneo all'Ehime, club di Matsuyama militante da parecchi anni in J2 League con discreti risultati. All'età di 34 anni, è la prima società che Okamoto entra a far parte, dopo aver sempre giocato sin da giovane per il JEF United. Debutta con la nuova squadra nella prima giornata di campionato datata il 25 febbraio 2018, persa per 1-2 contro lo Zweigen Kanazawa. Partendo da titolare in tutte le 42 partite di J2 League, il 22 dicembre 2018 viene confermato il rinnovo del suo prestito all'Ehime per un altro anno, mentre il 19 dicembre 2019 viene ceduto a titolo definito dal JEF United. Al termine della stagione 2020, nonostante il penultimo posto in classifica, l'Ehime non viene retrocessa in J3 League, in quanto il 19 marzo precedente la J. League ha annunciato che non ci sarebbero stati club che sarebbero scesi nella lega inferiore a causa della pandemia di COVID-19. Approfittando dell'infortunio di Yōta Akimoto risalente circa a metà stagione, accumula nell'annata successiva 23 presenze, di cui una in Coppa dell'Imperatore e conclude il campionato alla posizione numero 20 sui 22 partecipanti in classifica. Quindi, con la sua squadra viene condannato in J3 League in seguito al format temporaneo decretato dalla J. League che prevedeva di far tornare da 20 a 18 il numero dei partecipanti in J1 League, facendone retrocedere quattro sia nella massima serie giapponese che nella sua categoria inferiore, a beneficio della J3 League che da 15 passa a 18 club per la stagione 2022. Dopo 16 anni di permanenza in J2 League, questa si è trattata della prima retrocessione nella terza divisione nipponica per il club di Matsuyama. A fine stagione Okamoto decide di chiudere la sua esperienza all’Ehime con 144 gare disputate e 206 reti incassate.

#### Sagan Tosu
L'8 gennaio 2022 viene reso noto il suo acquisto da parte del Sagan Tosu, squadra della città di Tosu appartenente da una decina di anni alla J1 League; quindi, dopo 13 anni Okamoto fa il suo ritorno nella massima serie giapponese, anche se come portiere di riserva alle spalle di Park Il-gyu. Il 23 febbraio 2022 esordisce con la maglia del Sagan Tosu nel pareggio per 2-2 contro il Consadole Sapporo in Coppa J. League. Conclude la stagione 2022 all'11º posto (su 18) collezionando a malapena 5 presenze (4 in Coppa J. League e una in Coppa dell'Imperatore). Nel 2023 gioca solamente lo scontro diretto contro il Tegevajaro Miyazaki (vinto per 5 reti a 1), valido per l'accesso al terzo turno di Coppa dell'Imperatore.

## Statistiche

### Presenze e reti nei club
Statistiche aggiornate al 3 dicembre 2023.
| Stagione          | Squadra           | Campionato        | Campionato | Campionato | Coppe nazionali | Coppe nazionali | Coppe nazionali | Coppe continentali | Coppe continentali | Coppe continentali | Altre coppe | Altre coppe | Altre coppe | Totale | Totale |
| Stagione          | Squadra           | Comp              | Pres       | Reti       | Comp            | Pres            | Reti            | Comp               | Pres               | Reti               | Comp        | Pres        | Reti        | Pres   | Reti   |
| ----------------- | ----------------- | ----------------- | ---------- | ---------- | --------------- | --------------- | --------------- | ------------------ | ------------------ | ------------------ | ----------- | ----------- | ----------- | ------ | ------ |
| 2003              | JEF United        | J1                | 0          | 0          | CG+CdL          | 0+1             | 0 + -1          | -                  | -                  | -                  |             | -           | -           | 1      | -1     |
| 2004              | JEF United        | J1                | 0          | 0          | CG+CdL          | 0               | 0               | -                  | -                  | -                  |             | -           | -           | 0      | 0      |
| 2005              | JEF United        | J1                | 0          | 0          | CG+CdL          | 0               | 0               | -                  | -                  | -                  |             | -           | -           | 0      | 0      |
| 2006              | JEF United        | J1                | 13         | -23        | CG+CdL          | 1+2             | -1 + -2         | -                  | -                  | -                  | -           | -           | -           | 16     | -26    |
| 2007              | JEF United        | J1                | 8          | -15        | CG+CdL          | 1+4             | -3 + -3         | -                  | -                  | -                  | -           | -           | -           | 13     | -21    |
| 2008              | JEF United        | J1                | 21         | -28        | CG+CdL          | 0+4             | 0 + -4          | -                  | -                  | -                  | -           | -           | -           | 25     | -32    |
| 2009              | JEF United        | J1                | 23         | -41        | CG+CdL          | 3+4             | -3 + -4         | -                  | -                  | -                  | -           | -           | -           | 30     | -48    |
| 2010              | JEF United        | J2                | 14         | -18        | CG              | 2               | 0               | -                  | -                  | -                  | -           | -           | -           | 16     | -18    |
| 2011              | JEF United        | J2                | 38         | -39        | CG              | 2               | -2              | -                  | -                  | -                  | -           | -           | -           | 40     | -41    |
| 2012              | JEF United        | J2                | 34+2       | -24 + -1   | CG              | 3               | -1              | -                  | -                  | -                  | -           | -           | -           | 39     | -26    |
| 2013              | JEF United        | J2                | 42+1       | -49 + -1   | CG              | 1               | -1              | -                  | -                  | -                  | -           | -           | -           | 44     | -51    |
| 2014              | JEF United        | J2                | 33         | -37        | CG              | 1               | -2              | -                  | -                  | -                  | -           | -           | -           | 34     | -39    |
| 2015              | JEF United        | J2                | 11         | -12        | CG              | 3               | -1              | -                  | -                  | -                  | -           | -           | -           | 14     | -13    |
| 2016              | JEF United        | J2                | 5          | -4         | CG              | 2               | -4              | -                  | -                  | -                  | -           | -           | -           | 7      | -8     |
| 2017              | JEF United        | J2                | 0          | 0          | CG              | 0               | 0               | -                  | -                  | -                  | -           | -           | -           | 0      | 0      |
| Totale JEF United | Totale JEF United | Totale JEF United | 245        | -292       |                 | 34              | -32             |                    | -                  | -                  |             | -           | -           | 279    | -324   |
| 2018              | Ehime             | J2                | 42         | -52        | CG              | 0               | 0               | -                  | -                  | -                  | -           | -           | -           | 42     | -52    |
| 2019              | Ehime             | J2                | 42         | -62        | CG              | 0               | 0               | -                  | -                  | -                  | -           | -           | -           | 42     | -62    |
| 2020              | Ehime             | J2                | 37         | -58        | -               | -               | -               | -                  | -                  | -                  | -           | -           | -           | 37     | -58    |
| 2021              | Ehime             | J2                | 22         | -32        | CG              | 1               | -2              | -                  | -                  | -                  | -           | -           | -           | 23     | -34    |
| Totale Ehime      | Totale Ehime      | Totale Ehime      | 143        | -204       |                 | 1               | -2              |                    | -                  | -                  |             | -           | -           | 144    | -206   |
| 2022              | Sagan Tosu        | J1                | 0          | 0          | CG+CdL          | 1+4             | 0 + -8          | -                  | -                  | -                  | -           | -           | -           | 5      | -8     |
| 2023              | Sagan Tosu        | J1                | 0          | 0          | CG+CdL          | 1+0             | -1+0            | -                  | -                  | -                  | -           | -           | -           | 1      | -1     |
| 2024              | Sagan Tosu        | J1                | 0          | 0          | CG+CdL          | 0               | 0               | -                  | -                  | -                  | -           | -           | -           | 0      | 0      |
| Totale Sagan Tosu | Totale Sagan Tosu | Totale Sagan Tosu | 0          | 0          |                 | 6               | -9              |                    | -                  | -                  |             | -           | -           | 6      | -9     |
| Totale carriera   | Totale carriera   | Totale carriera   | 388        | -496       |                 | 41              | -43             |                    | -                  | -                  |             | -           | -           | 429    | -539   |

## Palmarès

### Club

#### Competizioni nazionali
- Coppa J. League: 2

JEF United: 2005, 2006